# Eogirínids
Els eogirínids (Eogyrinidae) són una família extinta de tetrapodomorfs que visqueren als aiguamolls i rius del període Carbonífer, i van ser els tetràpodes depredadors més grossos i amb més èxit del Carbonífer tardà (Pennsylvanià). Eren depredadors semiaquàtics especialitzats amb cossos llargs per a la natació ondulatòria semblant a l'anguila. Els embolòmers es caracteritzen per la seva central vertebral, que estan formats per dos segments cilíndrics, el pleurocentre a la part posterior i l'intercentre a la part davantera. Aquests segments tenen la mateixa mida. La majoria dels altres tetràpodes tenen pleurocentra i intercentra que són dràsticament diferents en mida i forma.
Els embolòmers van ser un dels primers tetràpodes carnívors grans, amb membres com el Proterogyrinus semblant als cocodrils que apareixien a l'estatge Viseà del Carbonífer. Van disminuir en diversitat durant el període del Permià, tot i que almenys un representant (Archeria) era comú al Permià inferior. Els embolòmers es van extingir poc abans de la fi del Permià.